# Nine Track Mind
Nine Track Mind é o álbum de estreia do artista musical norte-americano Charlie Puth. Foi lançado em 29 de janeiro de 2016 através da Atlantic Records, após ter sido programado para ser lançado em 6 de novembro de 2015. Puth produziu todo o disco.

## Singles
O primeiro single do álbum, "Marvin Gaye", com a participação especial de Meghan Trainor, foi lançado em 10 de fevereiro de 2015. Ele chegou ao número 21 na Billboard Hot 100 e liderou as paradas na Europa, Irlanda, Nova Zelândia e Reino Unido. O segundo single do álbum, "One Call Away", foi lançado em 20 de agosto de 2015. Posteriormente, uma versão remix de "Suffer" foi lançada em 27 de janeiro de 2016, com produção de AndreaLo e participação especial do rapper Vince Staples. Seu respectivo vídeo musical foi lançado em 19 de fevereiro de 2016.
Em 11 de maio de 2016, Puth anunciou que "We Don't Talk Anymore" seria lançada como terceiro single do álbum. A canção tem previsão de lançamento nas rádios mainstream em 24 de maio de 2016.

## Recepção da crítica
| Críticas profissionais | Críticas profissionais |
| Pontuações agregadas   | Pontuações agregadas   |
| Fonte                  | Avaliação              |
| ---------------------- | ---------------------- |
| Metacritic             | 37/100                 |
| Avaliações da crítica  |                        |
| Fonte                  | Avaliação              |
| AllMusic               | [ 6 ]                  |
| Entertainment Weekly   | C+                     |
| The Guardian           | [ 1 ]                  |
| Idolator               | 3/5                    |
| Newsday                | B-                     |
| The Observer           | [ 10 ]                 |
| Pitchfork Media        | 2.5/10                 |
| Spin                   | 3/10                   |

Nine Track Mind recebeu críticas negativas da mídia especializada, onde o site Metacritic atribuiu ao álbum uma média de pontuação de 37%, com base em 7 comentários, o que indica "geralmente opiniões infavoráveis". Rachel Aroesti, do jornal The Guardian, deu 3 de 5 estrelas para o álbum, afirmando que "o padrão de suas composições é muito alto, e seu tema central – a obsessão romântica beira o masoquismo – contribui para uma música que queima suavemente." Em uma crítica negativa da Pitchfork Media, Jia Tolentino — reconhecendo o talento de Puth e "consideráveis habilidades" — escreveu que a "escala emocional do álbum abrange todo o espectro de luz para a paixão, contribuindo para a sensação geral de que Nine Track Mind se destina exclusivamente a quem não tem pelos: crianças, pré-adolescentes, depilados." Em geral, os críticos apontam a repetição de baladas românticas como um ponto negativo do álbum.

## Desempenho comercial
Nine Track Mind estreou no número seis no ranking da Billboard 200 com vendas na primeira semana equivalentes a 65 mil unidades (47 mil em vendas puras, sem contar serviços de streaming).

## Lista de faixas
A lista de faixas foi divulgada em 21 de agosto de 2015. Contendo doze faixas na edição norte-americana e a faixa "See You Again", parceria com Wiz Khalifa, como faixa bônus da edição internacional, o álbum teve data de lançamento prevista para 6 de novembro do mesmo ano. Posteriormente, seu lançamento foi adiado para 29 de janeiro de 2016. Em entrevista para a Billboard, Puth anunciou a inclusão de uma faixa inédita intitulada "Dangerously", escrita de última hora. Uma nova tracklist foi divulgada no dia 12 de dezembro de 2015.
| Edição padrão  |                                                            |                                                                                                  |                              |         |  |
| N.º            | Título                                                     | Compositor(es)                                                                                   | Produtor(es)                 | Duração |  |
| 1.             | "One Call Away"                                            | Charlie Puth Justin "DJ Frank E" Franks Maureen Anne McDonald Matt Prime Shy Carter Breyan Isaac | DJ Frank E Matt Prime        | 3:12    |  |
| 2.             | "Dangerously"                                              | Puth James Abrahart Xplicit Jonathan Rotem                                                       | J.R. Rotem Infamous Puth [a] | 3:19    |  |
| 3.             | "Marvin Gaye" (com participação de Meghan Trainor)         | Puth Julie Frost Jacob Luttrell Nick Seeley                                                      | Puth                         | 3:07    |  |
| 4.             | "Losing My Mind"                                           | Puth Carter Franks Isaac McDonald Prime                                                          | Puth Isaac [a]               | 3:32    |  |
| 5.             | "We Don't Talk Anymore" (com participação de Selena Gomez) | Puth Jacob Kasher Hindlin Selena Gomez                                                           | Puth                         | 3:37    |  |
| 6.             | "My Gospel"                                                | Puth Josh Kear                                                                                   | Puth                         | 3:30    |  |
| 7.             | "Up All Night"                                             | Puth Bonnie McKee Thomas Troelsen Giorgio Tuinfort                                               | Jesse Shatkin Prime [b]      | 3:10    |  |
| 8.             | "Left Right Left"                                          | Puth Franks Paris Jones Geoffrey Earley Marc Griffin                                             | Geoffro Cause DJ Frank E     | 3:26    |  |
| 9.             | "Then There's You"                                         | Puth Ross Golan Johan Carlsson                                                                   | Carlsson Puth [a]            | 3:34    |  |
| 10.            | "Suffer"                                                   | Puth Breyan Stanley Isaac                                                                        | Puth                         | 3:30    |  |
| 11.            | "As You Are" (com participação de Shy Carter)              | Rick Parkhouse George Tizzard Jack Martello Carter                                               | Red Triangle Productions     | 3:55    |  |
| 12.            | "Some Type of Love"                                        | Puth David Brook                                                                                 | Puth                         | 3:07    |  |
| Duração total: | Duração total:                                             | Duração total:                                                                                   | Duração total:               | 41:04   |  |

| Faixa bônus da edição internacional |                                                                  |                                                |                   |         |  |
| N.º                                 | Título                                                           | Compositor(es)                                 | Produtor(es)      | Duração |  |
| 13.                                 | "See You Again" (Wiz Khalifa com a participação de Charlie Puth) | Puth Franks Cameron Jibril Thomaz Andrew Cedar | Puth Franks Cedar | 3:08    |  |
| Duração total:                      | Duração total:                                                   | Duração total:                                 | Duração total:    | 44:53   |  |

| Faixas bônus da edição japonesa |                                                                  |                |              |         |  |
| N.º                             | Título                                                           | Compositor(es) | Produtor(es) | Duração |  |
| 14.                             | "Marvin Gaye (Remix)" (com participação de Wale)                 |                |              | 3:20    |  |
| 15.                             | "Marvin Gaye (Bohem Remix)" (com participação de Meghan Trainor) |                |              |         |  |
| 16.                             | "One Call Away (Remix)" (com a participação de Tyga)             |                |              | 3:12    |  |
| 17.                             | "One Call Away (KLYMVX Remix)"                                   |                |              |         |  |

Notas
a  denota um co-produtor
b  denota um produtor adicional

## Desempenho nas tabelas musicais
| Tabela musical (2016)                 | Melhor posição |
| ------------------------------------- | -------------- |
| Austrália (ARIA Albums)               | 8              |
| Áustria (Ö3 Austria Top 40)           | 17             |
| Bélgica (Ultratop Flandres)           | 17             |
| Bélgica (Ultratop Valônia)            | 17             |
| Canadá (Billboard)                    | 5              |
| Dinamarca (Hitlisten)                 | 30             |
| Países Baixos (Dutch Charts)          | 13             |
| Finlândia (Suomen virallinen lista)   | 43             |
| França (SNEP)                         | 5              |
| Alemanha (Offizielle Deutsche Charts) | 36             |
| Irlanda (IRMA)                        | 18             |
| Itália (FIMI)                         | 21             |
| Japão (Oricon)                        | 17             |
| Nova Zelândia (RMNZ)                  | 2              |
| Noruega (VG-lista)                    | 22             |
| Polónia (ZPAV)                        | 24             |
| Escócia (Official Scottish Albums)    | 6              |
| Espanha (PROMUSICAE)                  | 21             |
| Suécia (Sverigetopplistan)            | 24             |
| Suíça (Schweizer Hitparade)           | 10             |
| Taiwan (Five Music Albums)            | 1              |
| Reino Unido (Official Albums Chart)   | 6              |
| Estados Unidos (Billboard 200)        | 6              |

## Histórico de lançamento
| País           | Data                  | Formato(s)          | Gravadora        | Ref.  |
| -------------- | --------------------- | ------------------- | ---------------- | ----- |
| Estados Unidos | 29 de janeiro de 2016 | CD download digital | Atlantic Records | [ 2 ] |